# Establo Fujishima (2010)

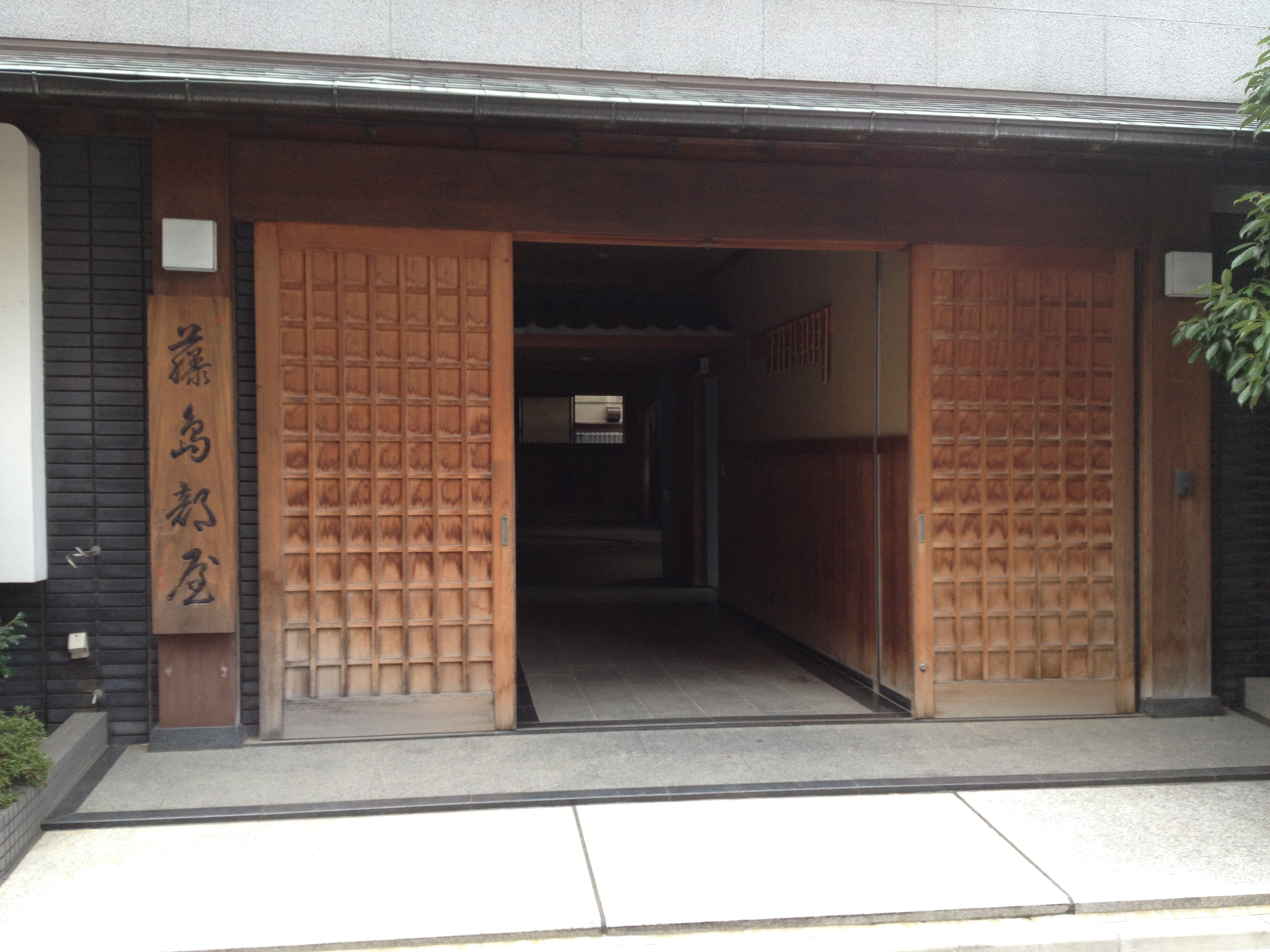
Entrada principal del Establo Fujishima

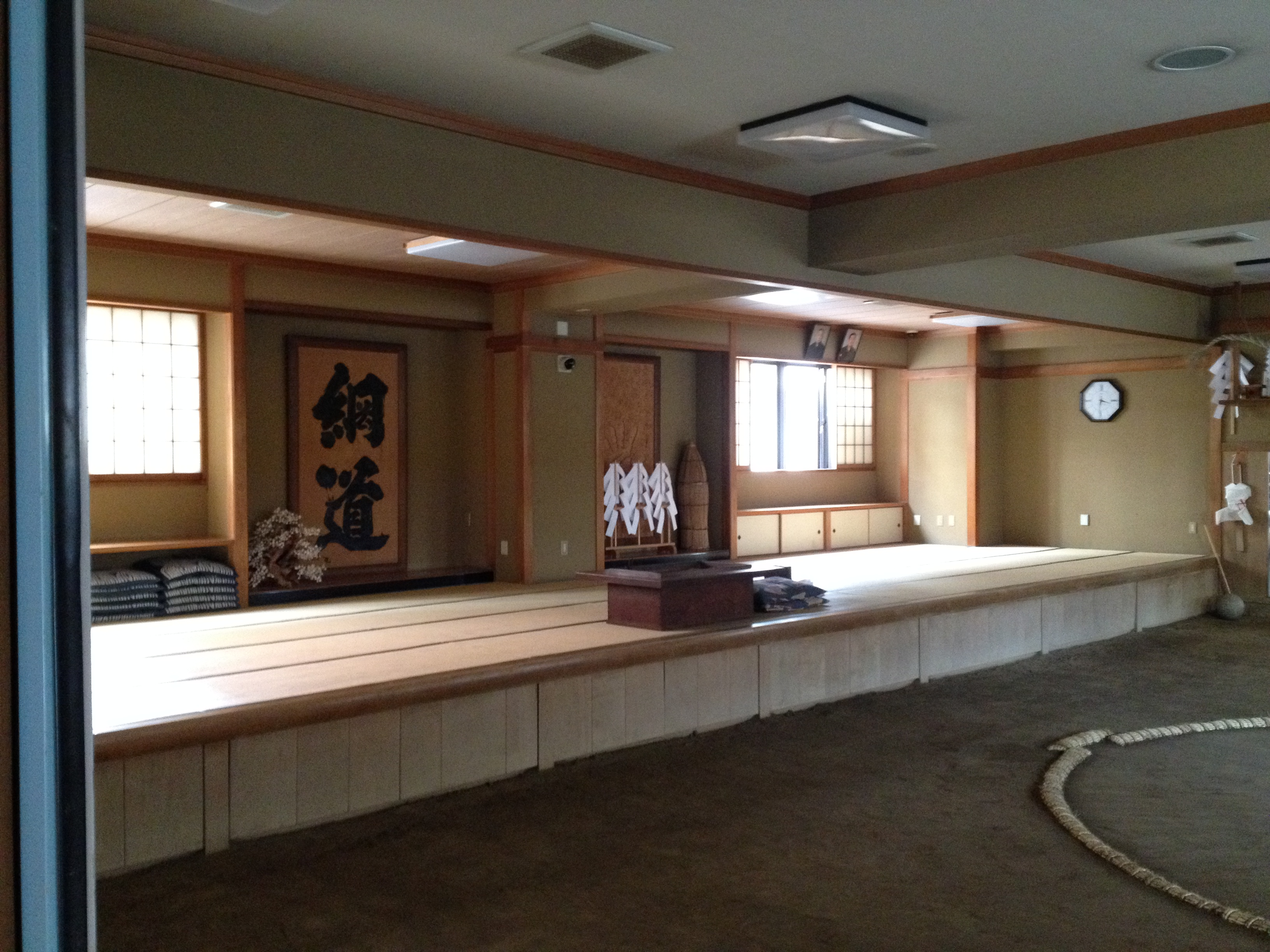
Interior del Establo Fujishima

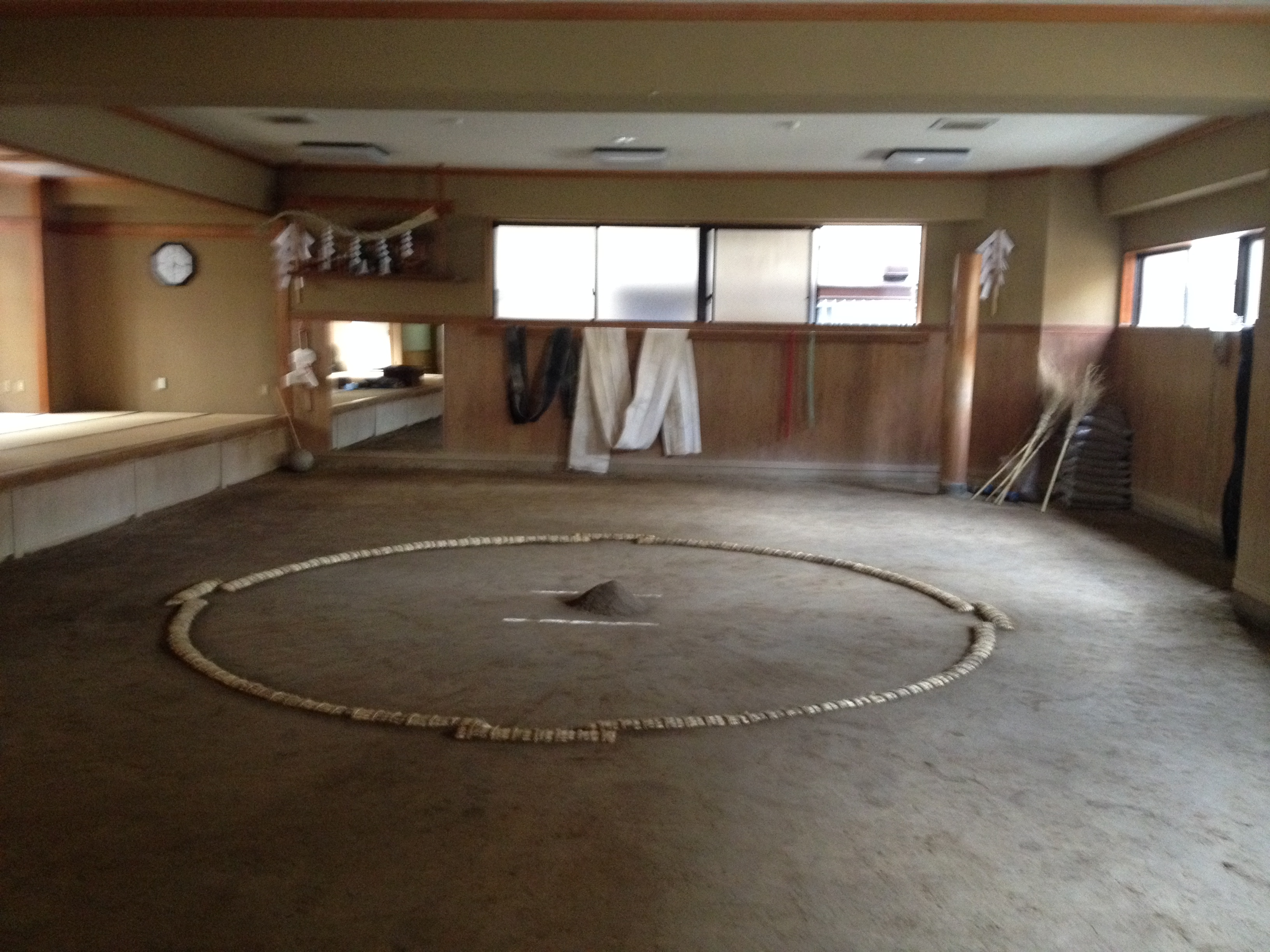
Dohyō del Establo Fujishima

El Establo Fujishima (藤島部屋, Fujishima-beya), anteriormente conocido como el Establo Musashigawa, es un establo de entrenamiento de sumo profesional. El establecimiento forma parte del ichimon Dewanoumi. Fue fundado en agosto de 1981 por el ex yokozuna Mienoumi tras independizarse del establo Dewanoumi. Desde su fundación, el establo Dewanoumi tuvo una larga tradición la cual le prohibía a sus entrenadores independizarse y establecer nuevos establos, no obstante, Mienoumi fue el primero en obtener el permiso para separarse del establo Dewanoumi en buenos términos desde que Tochigiyama fundó el establo Kasugano 62 años antes. Para inicios de los años 2000, el establo Fujishima (en aquel momento Musashigawa) se convirtió en uno de los más fuertes en el sumo profesional, produciendo un yokozuna, tres ōzeki y varios luchadores de alto rango. Hasta enero de 2025, el establo fue el último en poseer siete de sus luchadores (Musashimaru, Musōyama, Miyabiyama, Buyūzan, Dejima, Kakizoe y Wakanoyama) clasificados en la división makuuchi simultáneamente durante el torneo de septiembre de 2003, un logró solamente igualado por el establo Isegahama 22 años después. Los luchadores del establo lograron seis campeonatos consecutivos desde marzo de 1999 hasta enero de 2000. En septiembre de 2008, Mienoumi también se convirtió en presidente de la Asociación Japonesa de Sumo.
En septiembre de 2010, Mienoumi se retiró como maestro principal, entregando su cargo y la propiedad del establo al ex ōzeki Musōyama, el cual cambió su nombre a Fujishima. En abril de 2013, el ex yokozuna Musashimaru se independizó del establo tras adquirir la licencia de entrenador de su maestro, fundando así la nueva generación del establo Musashigawa. Para enero de 2023, el establo poseía un total de 14 luchadores. No tuvo sekitori desde la degradación de Shōtenrō a la división makushita en marzo de 2016 hasta la promoción de Bushozan cinco años después. Bushozan es el segundo luchador en alcanzar la división jūryō desde que el maestro actual asumió su cargo, seguido de Tsurugidake[ja] en 2010.

## Nombres de ring
Algunos luchadores de este establo han asumido nombres de ring o shikona con el caracter "Mu" o "Bu" (武), significando guerra o arma, el cual es extraído del primer carácter del antiguo nombre del establo, Musashigawa, y también es el primer caracter del nombre del actual dueño, el ex ōzeki Musōyama. Ejemplos incluyen a Bushozan, Mugendai, y Musashiumi.

## Dueños
- 2010–presente: El décimo octavo (18°) Fujishima Takehito (iin, ex ōzeki Musōyama)
- 1981–2010: El décimo cuarto (14°) Musashigawa Akihide (el quincuagésimo séptimo (57°) yokozuna Mienoumi)

## Luchadores activos destacados

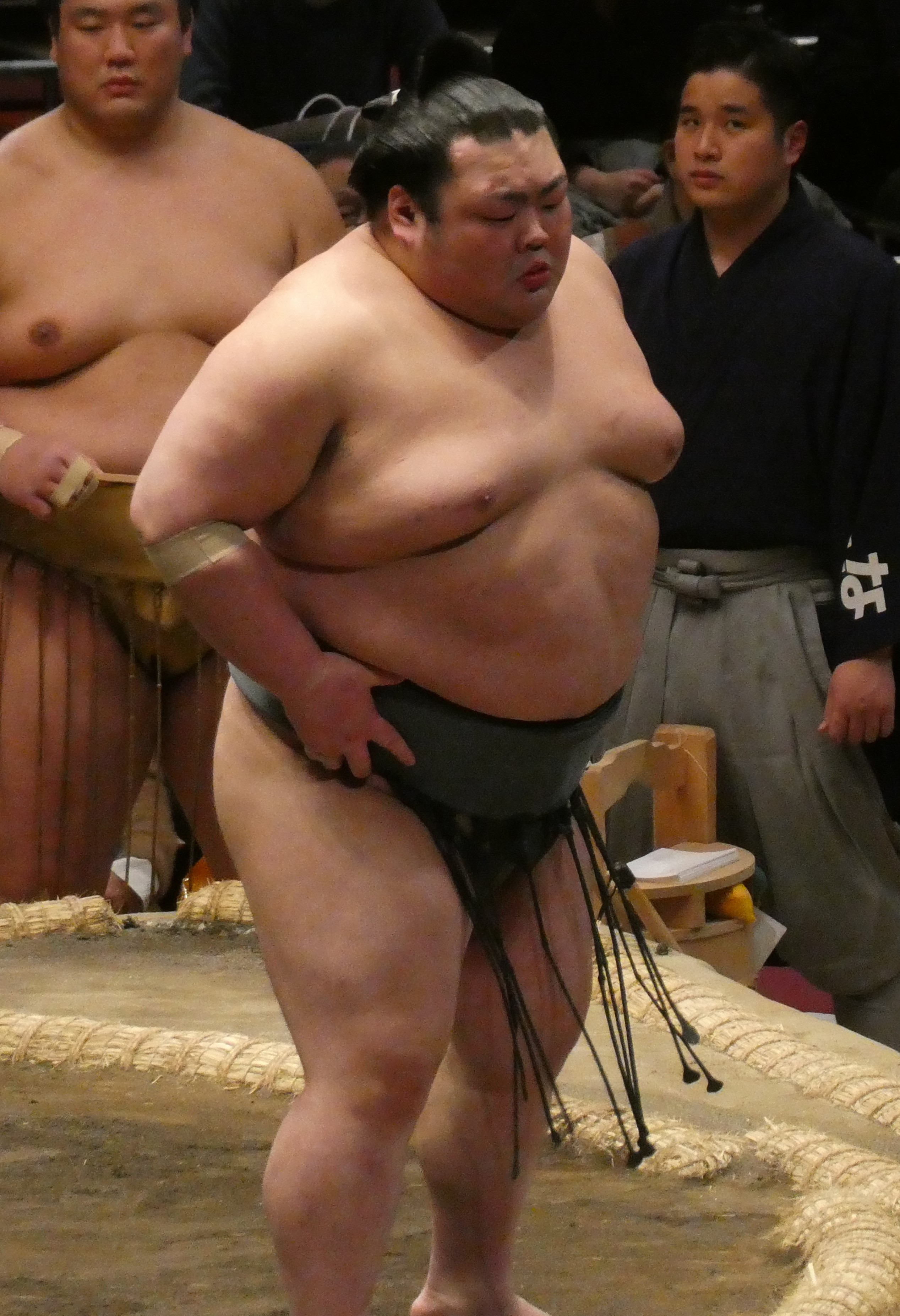
Bushozan es el luchador de más alto rango en el establo para 2022

- Bushozan (mejor rango: maegashira)
- Fujiseiun[ja] (mejor rango: jūryō)

## Entrenadores
- Ōnaruto Takeharu (iin, ex ōzeki Dejima)
- Yamawake Takeyoshi (iin, ex maegashira Buyūzan)
- Matsuchiyama Takashi (toshiyori, ex maegashira Bushūyama)
- Dekiyama Sho (toshiyori, ex maegashira Shōtenrō)

## Exluchadores destacados
- Musashimaru (el sexagésimo séptimo (67°) yokozuna)
- Dejima (ex ōzeki)
- Musōyama (ex ōzeki)
- Miyabiyama (ex ōzeki)
- Wakanoyama (ex komusubi)
- Shōtenrō (ex maegashira)

## Asistentes
- Aranonami (sewanin, ex makushita, de nombre real: Jirō Takahashi)

## Gyōji
- Kimura Fujinosuke (jonidan gyōji, de nombre real: Kōta Hamada)

## Tokoyama
- Tokotakeshi (tokoyama de segunda clase)

## Ubicación y acceso
Higashi-Nippori 4-27-1, barrio especial de Arakawa, Tokio. A tan solo unos pasos desde la Estación Uguisudani (Línea Yamanote y Línea Keihin-Tohoku)